# 敖德薩主站
敖德薩主站（羅馬化：Odesa-Holovna）是烏克蘭南部城市敖德薩最大的鐵路車站。敖德薩主站修建於19世紀後半期。在1944年的第二次世界大戰中，敖德薩站嚴重受損。1952年，車站建築得到重建。2006年，敖德薩站在原有基礎進行了改建。

## 外部連結
- Official Website （页面存档备份，存于）